# Carsten Brilka
Carsten Brilka (* 14. September 1967) ist ein ehemaliger deutscher Fußballspieler.

## Werdegang
Der Mittelfeldspieler Carsten Brilka gehörte in der Saison 1986/87 zum Kader des Zweitligisten Arminia Bielefeld. Er gab sein Debüt am 18. Oktober 1986 bei der 1:3-Niederlage gegen den 1. FC Saarbrücken. Dieses Spiel ging in die Geschichte ein, da die von Verletzungen gehandicapte Bielefelder Mannschaft nur mit zehn statt der üblichen elf Spieler antrat. In der Saison wurde Brilka noch dreimal eingesetzt, bevor er am Saisonende die Arminia mit unbekanntem Ziel verließ.